# Circuit Bancaixa 11/12
La XXI Lliga Professional d'Escala i Corda del Circuit Bancaixa és el torneig cimera de la pilota valenciana en la modalitat d'Escala i corda celebrada entre els anys 2011 i 2012 i organitzada per ValNet.
La competició consisteix en dues fases: una primera dividida en quatre rondes idèntiques en el seu desenvolupament. Cadascuna d'estes rondes començarà amb la disputa dels quarts de final. Una vegada completades estes quatre partides, els equips vencedors protagonitzaran les semifinals. I després d'esta nova garbella, els dos supervivents jugaran la final de ronda. Per tant, la primera fase estarà composta per un total de 28 partides, 7 per cada ronda. Participen 8 equips, tots trios excepte un: el de la parella de Miguel i Dani, representant de Pedreguer i campions de l'anterior edició.
La fase final està composta per les semifinals i la final. Estes dues noves rondes es completaran davall la fórmula del millor de tres partides. A les semifinals accediran els quatre equips que hagen obtingut més puntuació en les quatre rondes de la primera fase. I la final estarà protagonitzada per les dues formacions que resulten guanyadores de les semifinals.

## Regles específiques
La XXI Lliga del Circuit Bancaixa compta amb les següents regles particulars, amb petites modificacions respecte a l'edició anterior:
- Puntuació: L'equip guanyador en les partides de les rondes de la primera fase estarà premiada amb 3 punts, excepte la final, que aportarà 4 punts. Ara bé, si el rival arriba a 50 al marcador, llavors el guanyador rep 2 punts, i el perdedor 1 punt.
- Pilotes parades: La pilota que vaja a l'escala del rest, sense haver botat a terra, és parada.
- Tamborí: La pilota que bote al tamborí i puge a la galeria és quinze de l'equip que l'hi ha llançada.
- Reserves: El jugador reserva que jugue més del 50% de les partides d'una fase, en jugarà la resta. Així mateix, el jugador reserva que jugue meś del 50% de les partides amb un equip en serà membre titular.

## Equips
| - Ajuntament de Pedreguer - Mas y Mas - Miguel i Dani (Miguel és substituït per Santi II per lesió a partir de la 2a Ronda) - Ajuntament de Sueca - Adrián I, Fèlix i Tomàs II - Ajuntament de València - Colau, Javi i Tino - Ajuntament de Vila-real - Núñez, Raül II i Héctor |  | - Ajuntament de Benidorm - Cervera, Tato i Santi - Ajuntament d'Alcàsser (Horta Sud) - León, Sarasol II i Nacho - Ajuntament de Sagunt - Soro III, Jesús i Carlos II - Ajuntament de Dénia - Álvaro, Salva i Herrera |

### Jugadors reserva
- Escalaters: Fageca, Primi, Puchol II i Santi II.
- Mitgers: Pere i Monrabal

### Feridors
- Aragó, Oltra i Pedrito

## 1a Fase

### Classificació General
| Equip | Equip                       | Punts | Partides jugades | Partides guanyades | Partides perdudes | Jocs a favor | Jocs en contra | Dif  |
| ----- | --------------------------- | ----- | ---------------- | ------------------ | ----------------- | ------------ | -------------- | ---- |
| 1     | Adrián I, Fèlix i Tomàs II  | 24    | 10               | 8                  | 2                 | 575          | 485            | +90  |
| 2     | Fageca, Javi i Tino         | 18    | 9                | 6                  | 3                 | 510          | 405            | +105 |
| 3     | Santi II i Dani             | 16    | 8                | 5                  | 3                 | 415          | 390            | +25  |
| 4     | Álvaro, Salva i Herrera     | 12    | 8                | 4                  | 4                 | 395          | 375            | +20  |
| 5     | Soro III, Jesús i Carlos II | 10    | 7                | 3                  | 4                 | 350          | 350            | 0    |
| 6     | Cervera, Tato i Santi       | 4     | 5                | 1                  | 4                 | 240          | 290            | -50  |
| 7     | Núñez, Raül II i Héctor     | 4     | 5                | 1                  | 4                 | 185          | 285            | -100 |
| 8     | León, Sarasol II i Nacho    | 0     | 4                | 0                  | 4                 | 150          | 240            | -90  |

### Primera Ronda: Gran PremiUniversitat de València
|  | Quarts de final                          | Quarts de final                         |                                         |    | Semifinals | Semifinals |  |  | Final | Final |
|  |                                          |                                         |                                         |    |            |            |  |  |       |       |
|  | Trinquet de Sueca, 18 de novembre        |                                         |                                         |    |            |            |  |  |       |       |
|  |                                          |                                         |                                         |    |            |            |  |  |       |       |
|  | Álvaro, Salva i Herrera                  | 35                                      |                                         |    |            |            |  |  |       |       |
|  | Álvaro, Salva i Herrera                  | 35                                      | T. del Rovellet (Dénia), 25 de novembre |    |            |            |  |  |       |       |
|  | Soro III, Jesús i Carlos II              | 60                                      |                                         |    |            |            |  |  |       |       |
|  | Soro III, Jesús i Carlos II              | 60                                      | Soro III, Jesús i Carlos II             | 20 |            |            |  |  |       |       |
|  | Trinquet de Pedreguer, 19 de novembre    |                                         | Soro III, Jesús i Carlos II             | 20 |            |            |  |  |       |       |
|  |                                          | Miguel i Dani                           | 60                                      |    |            |            |  |  |       |       |
|  | Miguel i Dani                            | Miguel i Dani                           | 60                                      | 60 |            |            |  |  |       |       |
|  | Miguel i Dani                            |                                         | Trinquet de Guadassuar, 30 de novembre  | 60 |            |            |  |  |       |       |
|  | León, Sarasol II i Nacho                 | 40                                      |                                         |    |            |            |  |  |       |       |
|  | León, Sarasol II i Nacho                 | 40                                      | Miguel i Dani                           | 60 |            |            |  |  |       |       |
|  | T. de Pelayo (València), 19 de novembre  |                                         | Miguel i Dani                           | 60 |            |            |  |  |       |       |
|  |                                          | Adrián I, Fèlix i Tomàs II              | 50                                      |    |            |            |  |  |       |       |
|  | Fageca, Javi i Tino                      | Adrián I, Fèlix i Tomàs II              | 50                                      | 60 |            |            |  |  |       |       |
|  | Fageca, Javi i Tino                      | Trinquet de Bellreguard, 27 de novembre |                                         | 60 |            |            |  |  |       |       |
|  | Núñez, Raül II i Héctor                  | 25                                      |                                         |    |            |            |  |  |       |       |
|  | Núñez, Raül II i Héctor                  | 25                                      | Fageca, Javi i Tino                     | 45 |            |            |  |  |       |       |
|  | Trinquet de Massamagrell, 22 de novembre |                                         | Fageca, Javi i Tino                     | 45 |            |            |  |  |       |       |
|  |                                          | Adrián I, Fèlix i Tomàs II              | 60                                      |    |            |            |  |  |       |       |
|  | Adrián I, Fèlix i Tomàs II               | Adrián I, Fèlix i Tomàs II              | 60                                      | 60 |            |            |  |  |       |       |
|  | Adrián I, Fèlix i Tomàs II               |                                         |                                         | 60 |            |            |  |  |       |       |
|  | Cervera, Tato i Santi                    | 30                                      |                                         |    |            |            |  |  |       |       |
|  | Cervera, Tato i Santi                    | 30                                      |                                         |    |            |            |  |  |       |       |

### Segona Ronda: Gran Premi Savipecho
|  | Quarts de final                  | Quarts de final                   |                                     |    | Semifinals | Semifinals |  |  | Final | Final |
|  |                                  |                                   |                                     |    |            |            |  |  |       |       |
|  | Trinquet de Benidorm, 5 de gener |                                   |                                     |    |            |            |  |  |       |       |
|  |                                  |                                   |                                     |    |            |            |  |  |       |       |
|  | Santi II i Dani                  | 60                                |                                     |    |            |            |  |  |       |       |
|  | Santi II i Dani                  | 60                                | Trinquet de Guadassuar, 11 de gener |    |            |            |  |  |       |       |
|  | Cervera, Tato i Santi            | 45                                |                                     |    |            |            |  |  |       |       |
|  | Cervera, Tato i Santi            | 45                                | Santi II i Dani                     | 50 |            |            |  |  |       |       |
|  | Trinquet de Murla, 6 de gener    |                                   | Santi II i Dani                     | 50 |            |            |  |  |       |       |
|  |                                  | Adrián I, Fèlix i Tomàs II        | 60                                  |    |            |            |  |  |       |       |
|  | Adrián I, Fèlix i Tomàs II       | Adrián I, Fèlix i Tomàs II        | 60                                  | 60 |            |            |  |  |       |       |
|  | Adrián I, Fèlix i Tomàs II       |                                   | Trinquet de Pedreguer, 15 de gener  | 60 |            |            |  |  |       |       |
|  | León, Sarasol II i Nacho         | 40                                |                                     |    |            |            |  |  |       |       |
|  | León, Sarasol II i Nacho         | 40                                | Adrián I, Fèlix i Tomàs II          | 45 |            |            |  |  |       |       |
|  | Trinquet d'Alcàsser, 8 de gener  |                                   | Adrián I, Fèlix i Tomàs II          | 45 |            |            |  |  |       |       |
|  |                                  | Álvaro, Salva i Herrera           | 60                                  |    |            |            |  |  |       |       |
|  | Álvaro, Salva i Herrera          | Álvaro, Salva i Herrera           | 60                                  | 60 |            |            |  |  |       |       |
|  | Álvaro, Salva i Herrera          | Trinquet de Benidorm, 12 de gener |                                     | 60 |            |            |  |  |       |       |
|  | Núñez, Raül II i Héctor          | 25                                |                                     |    |            |            |  |  |       |       |
|  | Núñez, Raül II i Héctor          | 25                                | Álvaro, Salva i Herrera             | 60 |            |            |  |  |       |       |
|  | Trinquet de Benissa, 8 de gener  |                                   | Álvaro, Salva i Herrera             | 60 |            |            |  |  |       |       |
|  |                                  | Soro III, Jesús i Carlos II       | 45                                  |    |            |            |  |  |       |       |
|  | Fageca, Javi i Tino              | Soro III, Jesús i Carlos II       | 45                                  | 50 |            |            |  |  |       |       |
|  | Fageca, Javi i Tino              |                                   |                                     | 50 |            |            |  |  |       |       |
|  | Soro III, Jesús i Carlos II      | 60                                |                                     |    |            |            |  |  |       |       |
|  | Soro III, Jesús i Carlos II      | 60                                |                                     |    |            |            |  |  |       |       |

### Tercera Ronda: Gran Premi Savipecho
|  | Quarts de final                    | Quarts de final                |                                    |    | Semifinals | Semifinals |  |  | Final | Final |
|  |                                    |                                |                                    |    |            |            |  |  |       |       |
|  | Trinquet de Vila-real, 20 de gener |                                |                                    |    |            |            |  |  |       |       |
|  |                                    |                                |                                    |    |            |            |  |  |       |       |
|  | Soro III, Jesús i Carlos II        | 60                             |                                    |    |            |            |  |  |       |       |
|  | Soro III, Jesús i Carlos II        | 60                             | Trinquet de Pelayo, 28 de gener    |    |            |            |  |  |       |       |
|  | León, Sarasol II i Nacho           | 25                             |                                    |    |            |            |  |  |       |       |
|  | León, Sarasol II i Nacho           | 25                             | Soro III, Jesús i Carlos II        | 55 |            |            |  |  |       |       |
|  | Trinquet de Sueca, 20 de gener     |                                | Soro III, Jesús i Carlos II        | 55 |            |            |  |  |       |       |
|  |                                    | Adrián I, Fèlix i Tomàs II     | 60                                 |    |            |            |  |  |       |       |
|  | Adrián I, Fèlix i Tomàs II         | Adrián I, Fèlix i Tomàs II     | 60                                 | 60 |            |            |  |  |       |       |
|  | Adrián I, Fèlix i Tomàs II         |                                | Trinquet de Vila-real, 5 de febrer | 60 |            |            |  |  |       |       |
|  | Álvaro, Salva i Herrera            | 45                             |                                    |    |            |            |  |  |       |       |
|  | Álvaro, Salva i Herrera            | 45                             | Adrián I, Fèlix i Tomàs II         | 60 |            |            |  |  |       |       |
|  | Trinquet de Xàbia, 22 de gener     |                                | Adrián I, Fèlix i Tomàs II         | 60 |            |            |  |  |       |       |
|  |                                    | Fageca, Javi i Tino            | 55                                 |    |            |            |  |  |       |       |
|  | Fageca, Javi i Tino                | Fageca, Javi i Tino            | 55                                 | 60 |            |            |  |  |       |       |
|  | Fageca, Javi i Tino                | Trinquet de Dénia, 29 de gener |                                    | 60 |            |            |  |  |       |       |
|  | Cervera, Tato i Santi              | 50                             |                                    |    |            |            |  |  |       |       |
|  | Cervera, Tato i Santi              | 50                             | Fageca, Javi i Tino                | 60 |            |            |  |  |       |       |
|  | Trinquet de Benissa, 22 de gener   |                                | Fageca, Javi i Tino                | 60 |            |            |  |  |       |       |
|  |                                    | Santi II i Dani                | 15                                 |    |            |            |  |  |       |       |
|  | Santi II i Dani                    | Santi II i Dani                | 15                                 | 60 |            |            |  |  |       |       |
|  | Santi II i Dani                    |                                |                                    | 60 |            |            |  |  |       |       |
|  | Núñez, Raül II i Héctor            | 55                             |                                    |    |            |            |  |  |       |       |
|  | Núñez, Raül II i Héctor            | 55                             |                                    |    |            |            |  |  |       |       |

### Quarta Ronda: Gran Premi València Terra i Mar
|  | Quarts de final                        | Quarts de final                 |                                       |    | Semifinals | Semifinals |  |  | Final | Final |
|  |                                        |                                 |                                       |    |            |            |  |  |       |       |
|  | Trinquet del Genovés, 10 de febrer     |                                 |                                       |    |            |            |  |  |       |       |
|  |                                        |                                 |                                       |    |            |            |  |  |       |       |
|  | Núñez, Raül II i Héctor                | 60                              |                                       |    |            |            |  |  |       |       |
|  | Núñez, Raül II i Héctor                | 60                              | Trinquet de Bellreguard, 17 de febrer |    |            |            |  |  |       |       |
|  | Adrián I, Fèlix i Tomàs II             | 45                              |                                       |    |            |            |  |  |       |       |
|  | Adrián I, Fèlix i Tomàs II             | 45                              | Núñez, Raül II i Héctor               | 20 |            |            |  |  |       |       |
|  | Trinquet d'Alcàsser, 12 de febrer      |                                 | Núñez, Raül II i Héctor               | 20 |            |            |  |  |       |       |
|  |                                        | Álvaro, Salva i Herrera         | 60                                    |    |            |            |  |  |       |       |
|  | Álvaro, Salva i Herrera                | Álvaro, Salva i Herrera         | 60                                    | 60 |            |            |  |  |       |       |
|  | Álvaro, Salva i Herrera                |                                 | Trinquet de Llíria, 26 de febrer      | 60 |            |            |  |  |       |       |
|  | León, Sarasol II i Nacho               | 45                              |                                       |    |            |            |  |  |       |       |
|  | León, Sarasol II i Nacho               | 45                              | Álvaro, Salva i Herrera               | 30 |            |            |  |  |       |       |
|  | Trinquet de Murla, 12 de febrer        |                                 | Álvaro, Salva i Herrera               | 30 |            |            |  |  |       |       |
|  |                                        | Fageca, Javi i Tino             | 60                                    |    |            |            |  |  |       |       |
|  | Fageca, Javi i Tino                    | Fageca, Javi i Tino             | 60                                    | 60 |            |            |  |  |       |       |
|  | Fageca, Javi i Tino                    | Trinquet de Xàbia, 19 de febrer |                                       | 60 |            |            |  |  |       |       |
|  | Santi II i Dani                        | 50                              |                                       |    |            |            |  |  |       |       |
|  | Santi II i Dani                        | 50                              | Fageca, Javi i Tino                   | 60 |            |            |  |  |       |       |
|  | Trinquet de Massamagrell, 14 de febrer |                                 | Fageca, Javi i Tino                   | 60 |            |            |  |  |       |       |
|  |                                        | Cervera, Tato i Santi           | 55                                    |    |            |            |  |  |       |       |
|  | Soro III, Jesús i Carlos II            | Cervera, Tato i Santi           | 55                                    | 50 |            |            |  |  |       |       |
|  | Soro III, Jesús i Carlos II            |                                 |                                       | 50 |            |            |  |  |       |       |
|  | Cervera, Tato i Santi                  | 60                              |                                       |    |            |            |  |  |       |       |
|  | Cervera, Tato i Santi                  | 60                              |                                       |    |            |            |  |  |       |       |

## Semifinals
| Data       | Trinquet                      | Equip           | Equip                   | Resultat |
| ---------- | ----------------------------- | --------------- | ----------------------- | -------- |
| 3/03/2012  | Trinquet de Pedreguer         | Santi II i Dani | Álvaro, Salva i Herrera | 60-50    |
| 6/03/2012  | Trinquet de Massamagrell      |                 | Álvaro, Salva i Herrera | 50-60    |
| 10/03/2012 | Trinquet de Pelayo (València) | Santi II i Dani | Álvaro, Salva i Herrera | 35-60    |

| Data       | Trinquet                | Equip               | Equip                      | Resultat |
| ---------- | ----------------------- | ------------------- | -------------------------- | -------- |
| 4/03/2012  | Trinquet de Bellreguard | Fageca, Javi i Tino | Adrián I, Fèlix i Tomàs II | 60-55    |
| 7/03/2012  | Trinquet de Guadassuar  | Fageca, Javi i Tino | Adrián I, Fèlix i Tomàs II | 60-30    |
| 11/03/2012 | Trinquet de Sueca       | Fageca, Javi i Tino | Adrián I, Fèlix i Tomàs II |          |

## Gran Final
| Data     | Trinquet                        | Equip                   | Equip               | Resultat   |
| -------- | ------------------------------- | ----------------------- | ------------------- | ---------- |
| 18/03/12 | Pelayo de València              | Álvaro, Salva i Herrera | Fageca, Javi i Tino | 60-55      |
| 25/03/12 | Ciutat de la Pilota de Montcada | Álvaro, Salva i Herrera | Fageca, Javi i Tino | 60-45      |
| 1/04/12  | Ciutat de la Pilota de Montcada | Álvaro, Salva i Herrera | Fageca, Javi i Tino | No es juga |

## Galeria d'Honor
- Campió: Ajuntament de Dénia
  - Álvaro, Salva i Herrera

- Subcampió: Ajuntament de València
  - Fageca, Javi i Tino